# Partido Nacional (Chile, 1857)
El Partido Nacional o Monttvarista fue un partido político chileno de  centroderecha fundado el 29 de diciembre de 1857, extinguiéndose en 1933 al incorporarse al Partido Liberal. Llamado Partido Monttvarista ya que sus principales promotores y dirigentes fueron Manuel Montt y Antonio Varas.

## Historia
Los orígenes del partido están en la cuestión del sacristán (1857) que divide a los pelucones, en el poder desde la batalla de Lircay (1830) entre conservadores opositores del gobierno y partidarios de la Iglesia y los nacionales, el grupo del gobierno con una perspectiva más laica y de supremacía del poder civil sobre el eclesiástico.
Formalmente se crea por medio de un manifiesto que señala su programa afirmado por Diego José Benavente, Borja Huidobro y Domingo Matte en una reunión del 26 de diciembre de 1857.
Su lema era la libertad dentro del orden. Sus principios eran: poder ejecutivo fuerte, mantención del patronato sobre la Iglesia, tolerancia religiosa y secularización progresiva de las instituciones del Estado. Entre 1857 a 1861 era el partido del gobierno, pasando posteriormente a la oposición al ser desplazados por la Fusión Liberal-Conservadora durante la presidencia de Pérez. Con el paso del tiempo y especialmente desde los años 1870 presentó programas y plataformas electorales con mucho de los puntos de liberales pasando a ser considerado un partido liberal más. Representó los intereses de bancarios y económicos. Militantes del monttvarismo fueron: Pedro Montt (presidente de la República 1906-1910), Alberto Edwards, Cornelio Saavedra, Silvestre Ochagavía, Rafael Sotomayor y Agustín Edwards Mac-Clure.
Entre 1891 y 1896 se incorporó al PL. Durante la república parlamentaria su política de alianzas electorales osciló entre la Alianza Liberal y la Coalición. Existió hasta 1930 cuando se integró al PLU. A la caída de Ibáñez (1931) se reorganiza como partido político independiente reincorporándose al Partido Liberal definitivamente en 1933.

## Resultados electorales

### Elecciones parlamentarias
|  | 1,56 % |

|  | 0,37 % |

|  | 5,60 % |

|  | 6,02 % |

|  | 12,52 % |

|  | 17,00 % |

|  | 14,20 % |

|  | 7,64 % |

|  | 9,14 % |

|  | 2,72 % |

|  | 3,11 % |

## Autoridades

### Presidentes de la República

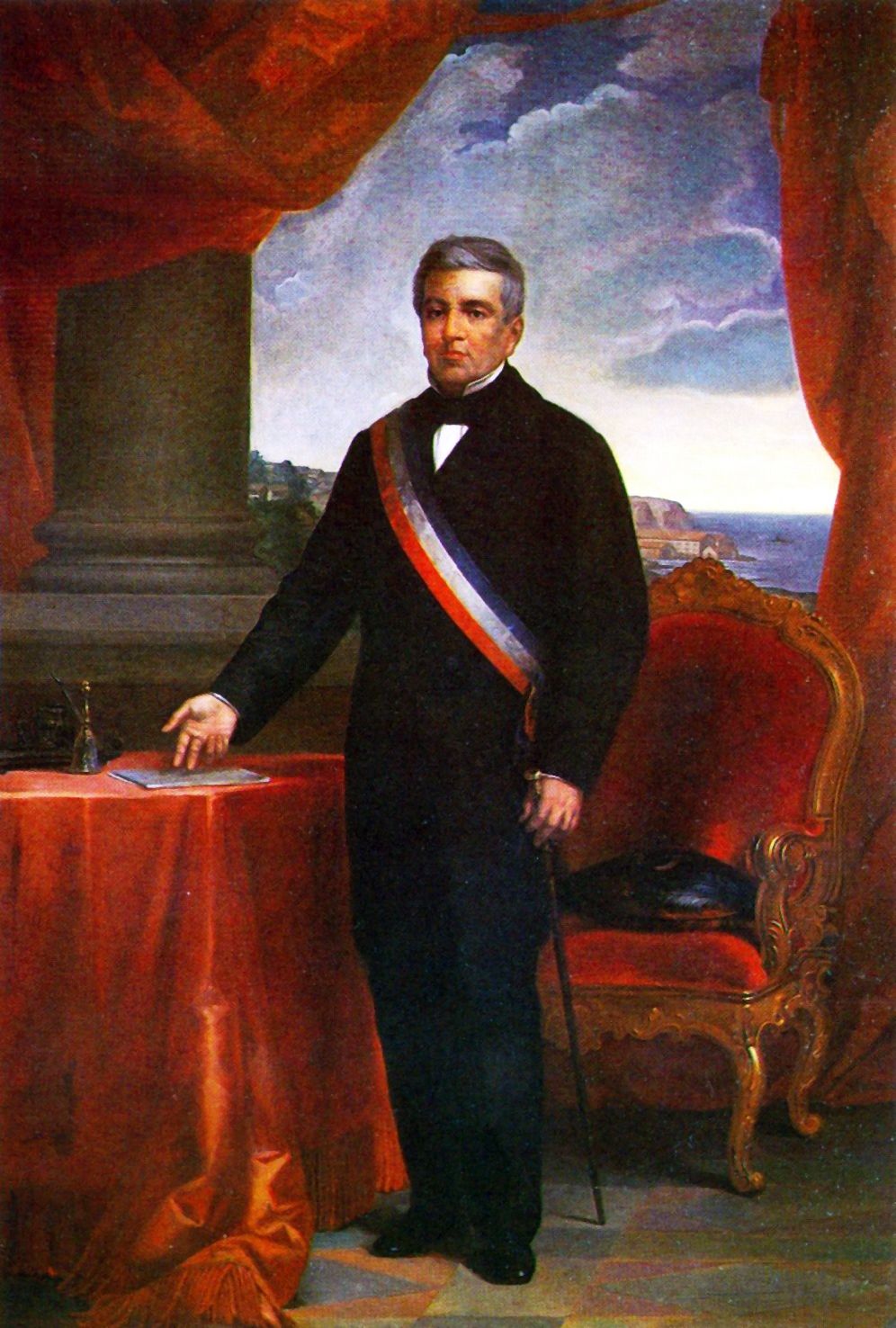
Manuel Montt 1851-1861
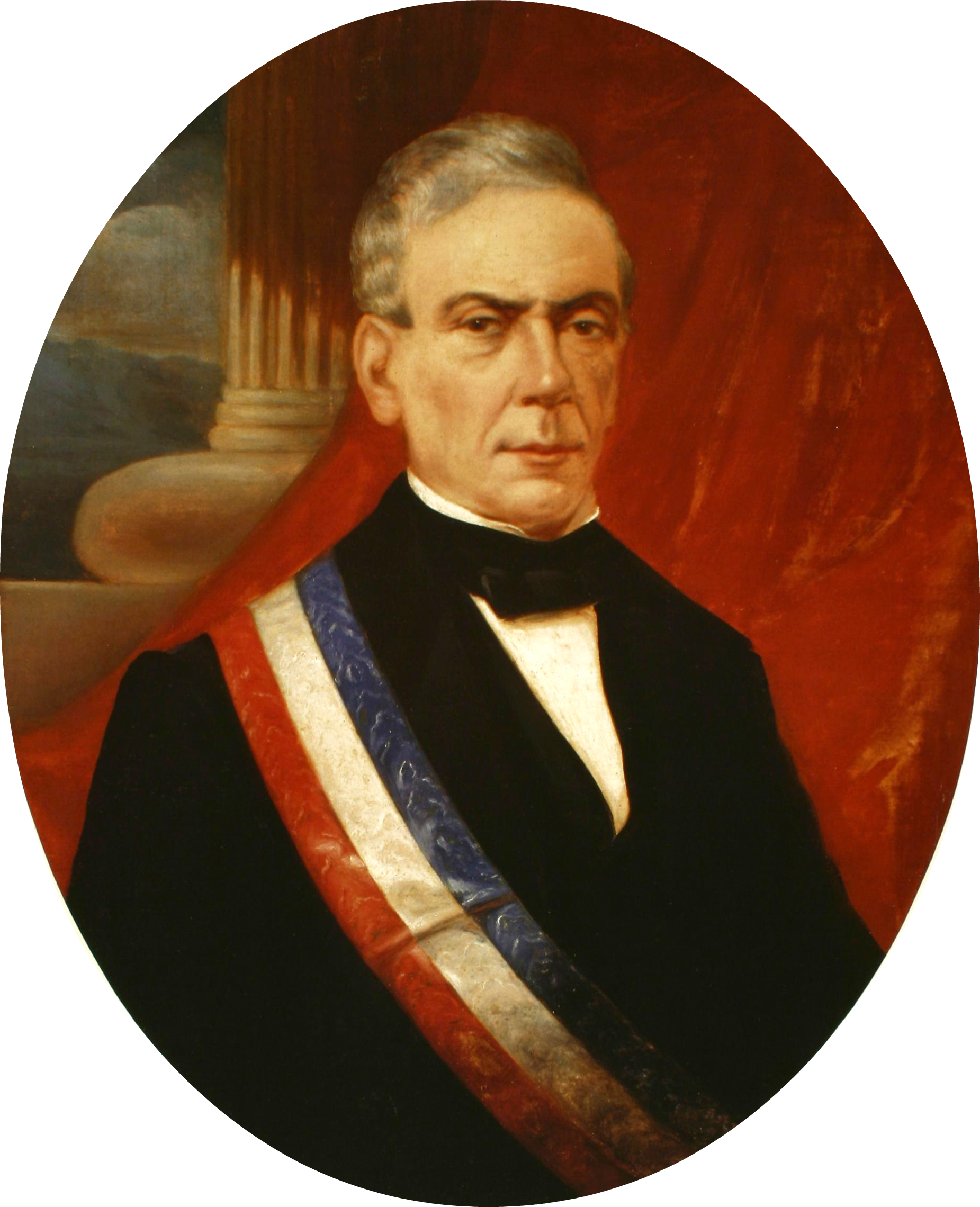
José Joaquín Pérez Mascayano 1861-1871
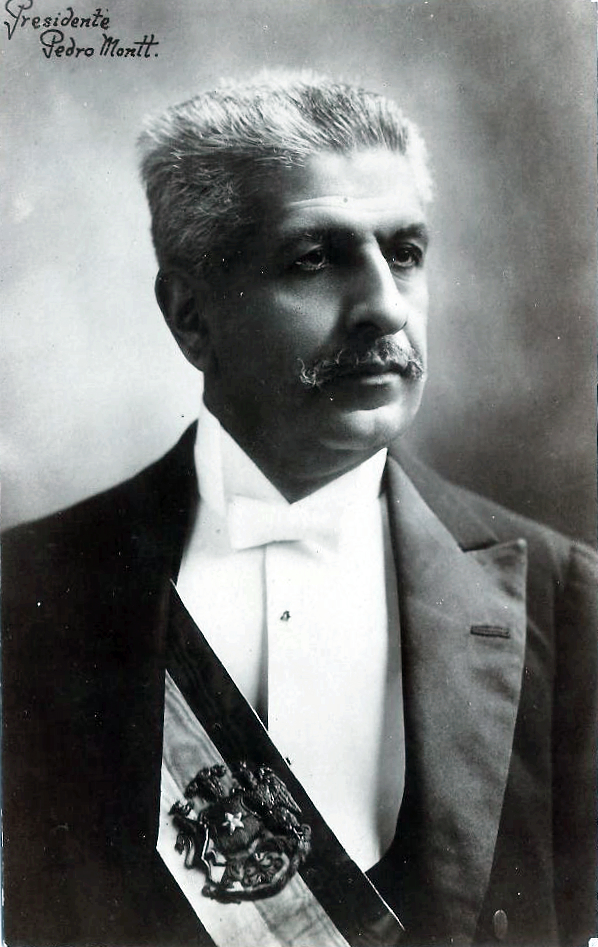
Pedro Montt 1906-1910